# Gnidia linearifolia
Gnidia linearifolia är en tibastväxtart som först beskrevs av Johan Emanuel Wikström, och fick sitt nu gällande namn av Alvah Peterson. Gnidia linearifolia ingår i släktet Gnidia och familjen tibastväxter. Inga underarter finns listade i Catalogue of Life.